# هتل‌اف۱
هتل‌اف۱ (انگلیسی: HotelF1) شرکت مهمان‌نوازی فرانسوی است، که در سال ۱۹۸۴ تأسیس شد.